# Ка Барбијери (Модена)
Ка Барбијери (итал. Ca' Barbieri) је насеље у Италији у округу Модена, региону Емилија-Ромања.
Према процени из 2011. у насељу је живело 32 становника. Насеље се налази на надморској висини од 23 м.